# Ziebach County
Ziebach County ist ein County im Bundesstaat South Dakota der Vereinigten Staaten. Das U.S. Census Bureau hat bei der Volkszählung 2020 eine Einwohnerzahl von 2413 ermittelt. Es ist eines der ärmsten Countys in den Vereinigten Staaten. Der Sitz der Countyverwaltung (County Seat) ist in Dupree.

## Geographie
Das County hat eine Fläche von 5105 Quadratkilometern. Davon sind etwa 5082 Quadratkilometer Land und 23 Quadratkilometer (0,44 Prozent) Wasserfläche. Der Bezirk ist in drei unorganisierte Territorien eingeteilt: Dupree, North Ziebach und South Ziebach.
Fast das gesamte County liegt innerhalb der Cheyenne River Reservation, einem Indianerreservat. Ein kleiner Teil des Bezirkes an seiner nördlichsten Grenze gehört zur Standing Rock Reservation. Damit ist das Ziebach County eines von fünf Countys in South Dakota, die vollständig in Indianerreservaten liegen.

## Geschichte
Das Ziebach County wurde 1911 gegründet. Es ist nicht mit dem ehemaligen Ziebach County zu verwechseln, das sich von 1877 bis 1898 auf dem östlichen Gebiet des heutigen Pennington Countys erstreckte.
Das County ist nach Frank Ziebach, dem ersten Gouverneur South Dakotas, benannt. Er wurde 1830 nahe Lewisburg, Pennsylvania geboren. Gestorben ist er mit 99 Jahren am 20. September 1929.
Ein Bauwerk des Countys ist im National Register of Historic Places (NRHP) eingetragen (Stand 9. August 2018), das Ziebach County Courthouse.